# والايش (سنبل أباد)
والایش (بالفارسية: روستای والایش) هي منطقة سكنية تقع في إيران في زنجان. يقدر عدد سكانها بـ 890 نسمة .